# (65363) Ruthanna
(65363) Ruthanna (2002 PQ11) – planetoida z pasa głównego asteroid okrążająca Słońce w ciągu 3,66 lat w średniej odległości 2,37 j.a. Odkryta 7 sierpnia 2002 roku.